# Albir (Teruel)
Albir, El Albir o Albir de la Noguera es un despoblado medieval en el actual término municipal de Muniesa (provincia de Teruel en Aragón, España).
Probablemente fuera una de las aldeas históricamente dependientes de Huesa del Común, aunque por su poca entidad no es llamada específicamente por su nombre en los textos del siglo XIII. De acuerdo a la tradición oral, la aldea probablemente fuera más antigua que la vecina Muniesa ("Entre el Albir y la Torroxa, haremos un pueblo que se llamará Muñosa"). La ubicación probablemente fuera próxima a la ermita de San Mateo, dadas las referencias al nombre en textos de los siglos siguientes.
El hecho más documentado de la historia de la localidad es que en 1328 fue donado a la orden de Santiago por el rey Pedro II de Aragón. Formó desde entonces parte de la encomienda de Montalbán, que agrupaba las posesiones de la orden en la zona. De acuerdo con las crónicas de la orden, la localidad vivió un siglo XIV turbulento por los conflictos locales entre muniesinos y santiaguistas. Los habitantes trataron de pasar a realengo para su protección, aunque la orden logró de la corona el reconocimiento de sus derechos. 
La localidad fue finalmente abandonada el 29 de noviembre de 1434, dada la pobreza de la zona y la excesiva carga fiscal de la orden santiaguista.
En el fogaje de 1495 aparece ya como una pardina o venta de Muniesa.